# Ton Pentre
 (mars 2024).
Ton Pentre est un village du borough de comté de Rhondda Cynon Taf, au pays de Galles.

## Géographie
Ton Pentre est situé dans la vallée de la Rhondda Fawr, à 2 km en aval de la ville de Treorchy. Il est rattaché administrativement à la communauté de Pentre.
La gare de Ton Pentre (en) est desservie par les trains de la Rhondda line (en) qui relie Cardiff à Treherbert.

## Sport
Le club de football du Ton Pentre AFC est basé à Ton Pentre.